# Корё мар
Корё мар (кор. 고려말) — диалект корейского языка, на котором говорят корё-сарам, корейцы, проживающие на территории бывшего СССР. Корё мар сильно отличается от литературного корейского языка (сеульского и пхеньянского диалектов). Диалект развился на основе хамгёнского диалекта, распространённого в северокорейских провинциях Хамгён-Пукто, Хамгён-Намдо и Янгандо. Есть версия (King 1987:238), что восходит к юкчинскому диалекту.
Ввиду своей широкой географической распространённости в разных регионах и у разных носителей особенности диалекта могут варьироваться и в разной степени отличаться от литературного корейского языка. Корё мар не является родным языком для сахалинских корейцев, которые говорят на южнокорейских диалектах. В наши дни большинство корё-сарам перешли на русский, и в лучшем случае корё мар для них является вторым языком. Лишь небольшое число представителей старшего поколения активно использует его по сей день. В силу этого диалект находится под угрозой вымирания.

## Название диалекта
Вследствие фонетических, грамматических и других особенностей диалекта его носители называют свой язык по-разному. Встречаются названия 고려말 (корё мар), 고레말 (коре мар), 고레마리 (коре мари). Название произошло от имени советских корейцев (корё-сарам) и состоит из двух частей 고려 (корё, одно из исторических названий корейского государства) и 말 (мар, язык).
В русском языке встречаются названия «корё мар» и «корё маль». Последнее название произошло из прочтения названия на литературном корейском.
В литературном корейском языке (в Южной Корее) диалект именуется как 중앙아시아 한국어 (чунанасиа хангуго, среднеазиатский корейский). В этом варианте используется название корейского языка, используемое в Южной Корее, 한국어 (хангуго). Встречается также и 고려말 (корёмаль).

## Фонетика
Корё мар претерпел ряд фонетических изменений под влиянием русского языка и достаточно сильно отличается от литературного корейского. Система гласных и согласных значительно упрощена, в частности, в диалекте в некоторых положениях перестали употребляться дифтонги, дифтонгоиды и аффрикаты. Многие согласные произносятся подобно русским, например: ㅅ [sʰ~ɕʰ] как [s] и [ɕː], а ㄹ /l/ как [r], [ɫ] и [lʲ].
Для корё мар также характерна палатализация к в ч в позиции перед и.
| Литературный корейский | Литературный корейский | Корё мар | Корё мар  | Перевод |
| Хангыль                | Транскрипция           | Корегур  | Кириллица | Перевод |
| ---------------------- | ---------------------- | -------- | --------- | ------- |
| 김치                   | кимчхи                 | 짐치     | чимчхи    | кимчи   |
| 기름                   | кирым                  | 지름     | чирым     | масло   |
| 기리                   | кири                   | 지리     | чири      | улица   |

Звук л во всех позициях произносится как русский раскатистый р. Исключением из этого правила является позиция перед другим л.
| Литературный корейский | Литературный корейский | Корё мар | Корё мар  | Перевод           |
| Хангыль                | Транскрипция           | Корегур  | Кириллица | Перевод           |
| ---------------------- | ---------------------- | -------- | --------- | ----------------- |
| 고려 말                | корё маль              | 고레 말  | коре мар  | язык корейцев СНГ |
| 잘                     | чаль                   | 잘       | чар       | очень             |
| 오늘                   | оныль                  | 오눌     | онур      | сегодня           |
| 닭이                   | тальги                 | 달기     | тарги     | курица            |

Но:
| 빨리 | палли | 빨리 | палли | быстро |

В позиции перед и согласные н и нъ трансформируются в й. В корё мар это довольно распространённое явление, ввиду того что 이 (и), показатель именительного падежа существительных, в диалекте прочно закрепился в составе корневой морфемы. Однако, данное явление встречается не только у существительных, но и у наречий. Сюда же можно отнести отрицательную частицу 아이 (ай).
| Литературный корейский | Литературный корейский | Корё мар | Корё мар  | Перевод |
| Хангыль                | Транскрипция           | Корегур  | Кириллица | Перевод |
| ---------------------- | ---------------------- | -------- | --------- | ------- |
| 콩                     | кхонъ                  | 코이     | кхой      | боб     |
| 상                     | санъ                   | 사이     | сай       | стол    |
| 안                     | ан                     | 아이     | ай        | не      |
| 많이                   | мани                   | 마이     | май       | много   |

В корё мар произошла трансформация многих гласных, в частности: э и а перешли в я, а неогубленная о перешла в э
| Литературный корейский | Литературный корейский | Корё мар | Корё мар  | Перевод |
| Хангыль                | Транскрипция           | Корегур  | Кириллица | Перевод |
| ---------------------- | ---------------------- | -------- | --------- | ------- |
| 새                     | сэ                     | 샤       | ся        | птица   |
| 나                     | на                     | 냐       | ня        | я       |
| 떡                     | тток                   | 땍       | ттэк      | тток    |

Также наблюдается переход гласных о и ы в у, и и в ы.
| Литературный корейский | Литературный корейский | Корё мар | Корё мар  | Перевод                              |
| Хангыль                | Транскрипция           | Корегур  | Кириллица | Перевод                              |
| ---------------------- | ---------------------- | -------- | --------- | ------------------------------------ |
| -고                    | -ко                    | -구      | -ку       | и (соединительное окончание глагола) |
| 모른다                 | морында                | 모룬다   | морунда   | не знаю                              |
| 아프다                 | апхыда                 | 아푸다   | апхуда    | болеть                               |
| 어딜                   | одиль                  | 에들     | эдыр      | где                                  |

Звук w в дифтонгах (워,와 итд.) переходит в начале слова и в позиции после согласной переходит в в, а в позиции после гласной в б.
| Литературный корейский | Литературный корейский | Корё мар | Корё мар  | Перевод    |
| Хангыль                | Транскрипция           | Корегур  | Кириллица | Перевод    |
| ---------------------- | ---------------------- | -------- | --------- | ---------- |
| 왔어                   | вассо                  | 왔어     | вассо     | пришёл     |
| 더웠다                 | товотта                | 대벘다   | тэботта   | было жарко |

В диалекте наблюдается стяжение нескольких гласных, например:
| Литературный корейский | Литературный корейский | Корё мар | Корё мар  | Перевод |
| Хангыль                | Транскрипция           | Корегур  | Кириллица | Перевод |
| ---------------------- | ---------------------- | -------- | --------- | ------- |
| 오이                   | ои                     | 외       | ве        | огурец  |

В начале слова аффрикаты дж и чх трансформировались в т, а в середине слова дж стало звучать как д.
| Литературный корейский | Литературный корейский | Корё мар | Корё мар  | Перевод     |
| Хангыль                | Транскрипция           | Корегур  | Кириллица | Перевод     |
| ---------------------- | ---------------------- | -------- | --------- | ----------- |
| 집                     | чиб                    | 디비     | тиби      | дом         |
| 돼지                   | тведжи                 | 댜디     | тяди      | свинья      |
| 가지다                 | каджида                | 가디다   | кадида    | иметь       |
| 편지                   | пхёнджи                | 펜디     | пхенди    | письмо      |
| 간장                   | канджанъ               | 간댜이   | кандяй    | соевый соус |

В середине слова звуки нг и г меняются на б.
| Литературный корейский | Литературный корейский | Корё мар | Корё мар  | Перевод  |
| Хангыль                | Транскрипция           | Корегур  | Кириллица | Перевод  |
| ---------------------- | ---------------------- | -------- | --------- | -------- |
| 자기                   | чаги                   | 자비     | чаби      | свой     |
| 딸기                   | ттальги                | 딸비     | ттарби    | клубника |

## Морфология
У корё мар, по мнению некоторых[каких?] исследователей, существует две формы: устная и письменная. Между данным формами имеются существенные различия, которые прежде всего выражены в грамматике диалекта. Различия проявляются в формах глаголов и падежей существительных. При этом письменная форма в подавляющем большинстве случаев идентична литературному корейскому. Таким образом, особый интерес представляет только устная форма, так как именно она отражает своеобразие диалекта корейцев СНГ.

### Существительное
Как и в сеульском диалекте, в корё мар развита система падежей существительных. Данная система выглядит несколько упрощённой по сравнению с литературной корейской, но схожа с падежной системой хамгёнского диалекта. Её отличительной особенностью является отсутствие форм звательного падежа. Родительный падеж сохранился, но используется редко.
В приведённой ниже таблице в столбце с формами падежей через дробь приводятся варианты записи после согласной буквы / после гласной буквы.
| Падеж                 | Вопрос             | Корё мар                     | Корё мар                    |
| Падеж                 | Вопрос             | Хангыль                      | Кириллица                   |
| --------------------- | ------------------ | ---------------------------- | --------------------------- |
| Основной именительный | Кто? Что?          | 으/느                        | ы/ны                        |
| Именительный          | Кто? Что?          | 이                           | и                           |
| Винительный           | Кого? Что?         | 으/르                        | ы/ры                        |
| Дательный             | Кому? Чему?        | 에, 에서, 게, 인데           | е, есо, ке, инде            |
| Местный               | Где? Куда? Откуда? | 에, 에서                     | е, есо                      |
| Творительный          | Как? Чем?          | 으르, 을르, 을로, 을루, 을라 | ыры, ыллы, ылло, ыллу, ылла |
| Совместный            | Кого? Что?         | 가                           | ка                          |
| Сравнительный         | Чем кто? Чем что?  | 마                           | ма                          |

### Глагол
Аналогично корейскому[какому?], глагол в корё мар выражает различные действия и состояния путём присоединения к себе окончаний. Так же, как и в литературном языке, в диалекте все окончания присоединяются к одной из двух глагольных форм.
- Первая форма образуется отбрасыванием от словарной окончания 다 (та): 맥다 (мэкта) → 맥 (мэк).
- Вторая форма у глаголов образуется в зависимости от того, какая в слове корневая гласная. Например: 오다 (ода) → 와 (ва) или 댑다 (тэпта) → 대버 (тэбо).

В целом система образования первой и второй глагольных форм (основ) идентична литературной корейской.
Огромное значение в глагольной системе диалекта играет система вежливости. Здесь у корё мар имеется свой набор окончаний для различных стилей вежливости. Особой оригинальностью отличается официально-вежливый стиль. Форма просторечного стиля (1-я форма) идентична литературному языку. Неофициально-вежливый стиль показывает определённые сходства с хамгёнским диалектом и формируется путём прибавления к 1-й форме окончаний 오/소.
| Стиль                        | Утвердительные предложения | Утвердительные предложения | Вопросительные предложения | Вопросительные предложения | Повелительные предложения | Повелительные предложения | Побудительные предложения (гортатив) | Побудительные предложения (гортатив) | С глаголом 가다 (када; идти)                                    |
| Стиль                        | после гласной              | после согласной            | после гласной              | после согласной            | после гласной             | после согласной           | после гласной                        | после согласной                      | С глаголом 가다 (када; идти)                                    |
| ---------------------------- | -------------------------- | -------------------------- | -------------------------- | -------------------------- | ------------------------- | ------------------------- | ------------------------------------ | ------------------------------------ | --------------------------------------------------------------- |
| Официально-вежливый          | 1-я форма + 구마           | 1-я форма + 습구마         | 1-я форма + ㅁ두           | 1-я форма + 슴두           | 1-я форма + ㅂ소          | 1-я форма + 읍소          | 1-я форма + 겝소                     | 1-я форма + 겝소                     | 가구마 (кагума), 감두 (камду), 갑소 (капсо), 가겝소 (кагепсо)   |
| Неофициально-вежливый        | 2-я форма + 오             | 2-я форма + 소             | 2-я форма + 오             | 2-я форма + 소             | 2-я форма + 오            | 2-я форма + 소            | 2-я форма + 기오                     | 2-я форма + 기오                     | 가오 (као), 가기오 (кагио)                                      |
| Официально-фамильярный стиль | 1-я форма + ㄴ다           | 1-я форма + 는다           | 1-я форма + 냐             | 1-я форма + 냐             | 2-я форма + 라            | 2-я форма + 라            | 1-я форма + 자                       | 1-я форма + 자                       | 간다 (канда), 가냐 (каня), 가거라 (кагора)(искл.), 가자 (каджа) |
| Просторечный                 | 2-я форма                  | 2-я форма                  | 2-я форма                  | 2-я форма                  | 2-я форма                 | 2-я форма                 | 2-я форма                            | 2-я форма                            | 가 (ка)                                                         |

Помимо указанных выше основных глагольных окончаний, в корё мар имеется набор дополнительных окончаний, которые передают широкий спектр состояний и действий. Они выполняют схожие со своими «сеульскими» аналогами функции и имеют похожие формы. Тем не менее, их количество несколько меньше, чем в литературном корейском. По своей роли все окончания делятся на утвердительные и вопросительные.
| Утвердительные окончания                                       | Вопросительные окончания                              |
| -------------------------------------------------------------- | ----------------------------------------------------- |
| 다, 라, 대, 래, 오/소, 구마, 습니다, 어, 지, 고/구, 거든, 는데 | 을까, 은가, 는가, 은지, 는지, 오/소, 슴두, 어, 지, 고 |

Глагольная конструкция «хотеть сделать» в корё мар выглядит следующим образом: 1-я форма глагола + 겝다 (кепта), вместо сеульского варианта: 1-я форма + соединительное окончание 고 (ко) + глагол 싶다 (сипта).
Например: 짐치르 맥겝다 (чимчхиры мэккэпта) — (Я) хочу есть кимчхи, 딥을르 가겝냐? (тибыллы кагэмня?) — (Ты) хочешь пойти домой?
- Прошедшее время

Образуется добавлением суффиксов 았 (ат), 었 (от), 엤 (ет) в позицию между 2-й формой глагола и окончанием. В целом схема образования соответствует литературной корейской за одним заключением. Форма 였 (ёт) ввиду фонетических изменений приобрела форму 엤 (ет).
Например: 왔습구마 (오 + 았 + 습구마, вассыпгума), 갔다 (가 + 았 + 다, катта), 대벘소 (댑 + 었 + 소, тэбоссо), 생겠어 (생기 + 었 + 어, сэнъкессо).
- Будущее время

Как и в литературном языке, образуется путём прибавления к 1-й форме глагола суффикса 겠 (кет).
Например: 하겠슴두 (하 + 겠 + 슴두, хакессымду), 축겠다 (축 + 겠 + 다, чхукетта), 있겠지 (있 + 겠 + 지, иткетчи)

### Числительные
В корё мар имеется две системы числительных: исконно корейские и заимствованные китайские. Обе системы имеют ряд существенных фонетических отличий от литературного языка.
У десятков (исконно корейских), как правило, есть две формы. Одна из них является уникальной для диалекта и образуется путём добавления к числительным, обозначающим единицы, суффикса 던 (тон), другая имеет формы схожие с литературным языком. Формы числительных обозначающих сотни, тысячи итд., как и литературном корейском, представлены только числительными китайского происхождения.
| Корейские числительные | Корейские числительные | Корейские числительные |
| ---------------------- | ---------------------- | ---------------------- |
| 1                      | 하나                   | хана                   |
| 2                      | 두리                   | тури                   |
| 3                      | 세이                   | сей                    |
| 4                      | 네이                   | ней                    |
| 5                      | 다스                   | тасы                   |
| 6                      | 에스                   | есы                    |
| 7                      | 일구비                 | иргуби                 |
| 8                      | 야들비                 | ядырби                 |
| 9                      | 아우비                 | ауби                   |
| 10                     | 에리                   | ери                    |
| 20                     | 두던 / 스무리          | тудон / сымури         |
| 30                     | 서던 / 서른            | содон / сорын          |
| 40                     | 너던 / 마은            | нодон / маын           |
| 50                     | 닷던 / 쉰              | таттон / суин          |
| 60                     | 여던 / 예슨            | ёдон / есын            |
| 70                     | 일굽던                 | иргуптон               |
| 80                     | 야듭던                 | ядыптон                |
| 90                     | - (아웁던?)            | - (ауптон?)            |
| 100                    | 뱌기 (кит.)            | пяги                   |

Ряд числительных имеет определительную форму, которая ставится перед существительными. Например:
- 하나 → 한 (хан)
- 두리 → 두 (ту)

Китайские числительные имеют следующие формы. Например: 양뱌기 (200, янъбяги), 양채이 (2000, янъчхэй).

## Письменность
Как и литературный корейский язык, корё мар записывается хангылем, называемым корёгур. Однако может использоваться и кириллица.

## Преподавание
Корё мар не преподаётся в школах и не используется в качестве языка обучения в школах. Профессор Ко Сон Му (고송무), посланный в Казахстан по поручению Министерства образования Южной Кореи, пытался преподавать корё мар в Алматинском государственном университете, но не добился большого успеха.